# Hire-Otageri, Hungund
Hire-Otageri là một làng thuộc tehsil Hungund, huyện Bagalkot, bang Karnataka, Ấn Độ.